# Killall
killall es una utilidad de la línea de comandos disponible en sistemas operativos tipo Unix. Hay dos implementaciones diferentes:
- La implementación proporcionada con el Unix System V original, incluyendo Solaris 7 y la que viene con las utilidades [1] de Linux (como killall5), es un comando particularmente peligroso que mata todos los procesos que el usuario es capaz de matar, colgando el sistema si el usuario es el root.

- La implementación proporcionada con las utilidades  de Linux es similar a los comandos pkill y skill y mata sólo los procesos especificados en la línea de comandos.

Ambos comandos pueden enviar una señal, como hace el comando kill.

## Ejemplos de uso
Matar todos los procesos (versión para Unix System V)
killall
Listar todas las señales (versión para Linux)
killall -l
Enviar la señal USR1 al proceso dd (versión para Linux)
killall -s USR1 dd
Matar un proceso que no responde (versión para Linux)
killall -9 dd
El argumento numérico especifica la señal a enviar al proceso. En este caso, el comando envía la señal 9, la cual es SIGKILL. La señal por defecto es SIGTERM.